# OK Kamnik
O  Odbojkarski klub Kamnik, mais conhecido apenas como Calcit Kamnik por questão de patrocínio, é um clube de voleibol masculino e feminino esloveno fundado em 1947, na cidade de Kamnik, Eslovênia.

## Histórico
Embora tenha-se conhecimento da prática do voleibol em Kamnik antes da Segunda Guerra Mundial, os registros encontrados apontam a partir de 1927, difundida pela organização Gozdovniki (Woodcraft) de Maribor. O ano de de 1947 o nascimento do time de voleibol, com ajuda de Janez Žvokelj, que incluiu a modalidade na Associação de Cultura Física Kamnik já existente.
O naipe masculino disputaram os primeiros jogos diante da militar, isto em setembro de 1947, o clube contou com duas equipes no campeonato distrital de Kamnik, realizado em Mengeš, sagrando-se campeão e no primeiro elenco tinha nomes como: Roman Neřima, Janez Žvokelj, Janez Stele, Dušan Slatinšek, Pavle Abramič e Ivan Jakopec, já a segunda equipe finalizou na quarta posição.
Na primavera de 1949, o departamento de voleibol foi implantado da recém-criada Associação Esportiva Sindical Kamnik, e tinha como presidente Janez Žvokelj, o time era composto em sua maioria por jovens atletas e praticavam em quadras construídas ao ar livre, estes participaram de um curso de vôlei organizado pela Associação de Educação Física de Liubliana, depois não conseguiram a promoção através da seletiva para ingressar na 1ª liga eslovena em Radovljica, mas no outono do mesmo ano conseguiram se bons resultados no torneio em Slovenj Gradec e chegaram a referida liga.
Disputou de 1949 a 1953 a 1ª liga eslovena, cujas partidas eram em frente ao ginásio Kamnik, mais tarde passaria a ser a escola primária Tom Brejc, sempre incentivados pelos moradores do bairro, mas, com o passar do tempo, enfrentou problemas financeiros, desmotivados, faltando treinadores e treinamentos qualificados, implicando na não participação dos campeonatos nacionais juvenis de 1952 e 1953, resultando na evasão dos bons jogadores que integraram o time.
Mesmo diante da desordem financeira as atividades continuaram, o elenco adulto conquistou o título da 1ª liga eslovena de 1953, qualificando-se para a 2ª liga federal croata-eslovena recém-criada, obtendo nesta a quinta colocação. A primeira partida internacional de vôlei em Kamnik aconteceu em 24 de julho de 1955 nas quadras ao ar livre perto da piscina, enfrentando em partida amistosa os jogadores de vôlei de Amsterdã. A partida do naipe feminino resultou em derrota diante das visitantes e a masculina não finalizou por conta de uma queda de energia.
Após bons resultados ocorreu  a saída de alguns jogadores importantes, mas, através do trabalho com as categorias de base foi possível repor o elenco, e retornou a primeira liga eslovena em 1960, sendo que o comando técnico por dois meses foi do experiente Božo Antekolovič, de Ravenna, sucedido por Jernej Stele, recobrando aceitação popular que aumentava seus expectadores, ocorrendo a inauguração das quadras de vôlei ao ar livre.
Em 1961, Janez Škorjanc realizava todo o trabalho do clube, já que muitos desconheciam não ter material humano para auxiliá-lo, refletindo nos maus resultados do time, e no ano de 1962, passou a ser responsável pelo departamento de voleibol o Janez Stele, que trazia o objetivo de formar com qualidade e a longo prazo na formação da juventude para elenco e associados. Já na temporada 1964–65, ocorria o declínio SŠD Kamnik, havendo baixas no corpo de membros nomeados do comitê principal, além de atividades encerradas no: atletismo, levantamento de peso, boxe, esqui e natação, mas, Milan Windschnurer agradeceu pelo departamento de voleibol ter sobrevivido ao período difícil.
Em 1967, o time principal conseguiu o primeiro lugar, e retornou à 1ª liga, ocorrendo a evolução pouco a pouco do time jovem com os bons resultados. O departamento de voleibol do SŠD Kamnik passa a chamar-se Odbojkarski klub Kamnik, o naipe feminino também atuante, sendo a primeira jogadora do clube a Tilka Završnik-Gajšek, registros datam seus primeiros jogos nos primeiros anos do pós-guerra, isto competindo entre os homens; e os seus desempenhos, atuação como capitães da Seleção Nacional da Iugoslávia incentivaram outras mulheres a prática da modalidade. Até  o ano de 1954, o naipe feminino só disputava na categoria juvenil e eram muito bem-sucedidas. Nos campeonatos juvenis da Eslovênia em 1947, 1951 e 1955, terminaram na terceira posição, alcançando os títulos em 1954 e 1967, sendo que em 1958 foram vice-campeãs diante do TVD Partizan Kamnik na Eslovénia, e no campeonato nacional derrotaram tal equipe na disputa do terceiro posto.
Após a implantação em 1951 do departamento feminino, já competia no primeiro campeonato esloveno e tinha no elenco: Nada Kajfež (capitã), Anka Abramič, Gitka Urankar, Pavla Malešič, Bernarda Stele, Marta Stele, Mija Stele, Silva Terbižan, Stanka Kegljevič, Olga Černol, Mara Babnik, Anka Koncilja e Marjeta Biško, comandadas por Vinko Čadež, tendo como melhor resultado a qualificação para a liga federal, quando conquistou o segundo lugar na liga nacional. Na qualificação de Slavonski Brod, conquistou o quinto lugar entre seis equipes, treinadas por Milan Windschnurer.
Disputaram campeonato esloveno, a partir de 1960, houve enfraquecimento e a modalidade em geral estava em declínio no país, pois, só contava com cinco equipes, e só treinavam uma vez por semana, nos espaços ao ar livre abaixo do Old Castle e, quando chovia iam a ginásio, além do material fornecido pelo clube era apenas a camiseta, jogavam até descalços, não recebiam alimentação, era inviável o sistema de dieta e treinamentos  em face do sistema de torneio, e teve Marinka Benkovič  que se destacou entre os jogadores da época, chegou a ser a treinadora por um tempo, credita-se a ela a sobrevivência do time feminino em tais circunstâncias, e permaneceram na 1ª liga eslovena até a temporada 1969–70.
Após colocação na 2ª Liga Iugoslava (Oeste) na temporada 1971–72 tornou-se necessário melhorias organizacionais, devido ao alto nível e longa, exigindo novas metodologias de treinamento, e após a saída de Windschnurer, que se desligou por por pressões políticas locais, assumido o comando técnico por Roman Pogačar, e pela primeira vez na história do clube era fornecido alimentação, e no elenco estavam jogadores experientes como o capitão Debeljak, Golet, Podobnik e Štrajhar, e pelos estrangeiros Tadič e Šteharnik.
Em 1976, uma nova direção foi eleita e presidido por Dr. Kralj. As diretrizes que ele se propôs foram: construir sobre seus próprios jogadores, direcionar todas as atividades para a formação de jovens jogadores e afirmar o voleibol em Kamnik no sentido mais amplo possível. Em 1977, o clube comemorou seu 30º aniversário, sendo premiada pela Associação de Voleibol da Iugoslávia por méritos extraordinários pelo desenvolvimento do voleibol na Iugoslávia, também sendo homenageados com placas de ouro: Milan Windschnurer, Janez Žvokelj e Jernej Stele. Com o equilíbrio da situação financeira ocorreu o ressurgimento, que atingiu seu auge na temporada 1978–79, época que o treinador foi Jernej Koncilja.
Ainda sob o comando de Jernej Koncilja o título nacional ocorreu em 1980. No início da década de 80, Marjan Novak passou a ser novo treinador, apenas por um período, até o retorno de Ante Tadič. Em 1984, os dirigentes convidaram as seleções de juniores da Iugoslávia e da Eslovênia para ir a Kamnik um amistoso internacional, também para paraplégicos entre a Iugoslávia e a Holanda. E nesse ano Aleš Škorjanc, Janez Slabajna e Gregor Hribar serviram na seleção nacional de jovens no torneio de repúblicas e províncias em Foča, e este último também se tornou membro da seleção juvenil da Jugoslávia.
A primeira equipa conseguiu um novo patrocinador na época de 1986–87 e conquistou o terceiro lugar com o nome Titan-Kamnik, na temporada seguinte alguns atletas cumpriram o serviço militar e Marko Zadražnik passa a ser o novo treinador, sucedido pelo major Viktor Krevsel, que logo foi substituído pelo repatriado Ante Tadič. Na última temporada antes da separação da Iugoslávia, Stane Ferjan de Bled assumiu a função de treinador, competindo com a equipe pela última vez no então turbulento solo dos Balcãs
O período das décadas de 1970 foi marcado pela falta de recursos financeiros no vôlei feminino em Kamnik. Depois de uma pausa de dois anos, da temporada 1971–72 a 1973–74, o naipe feminino retornam a 1ª liga eslovena, e da temporada 1974–75 à 1977–78 disputaram a 2ª liga do campeonato nacional, cujo treinador foi Franc Štrajhar e Marjan Novak, e no outono de 1978 a equipe foi assumida por Tone Stele, retornando naquele ano à 1ª liga eslovena. Nos anos posteriores os comandos técnicos foram de Dore Perhavc, Marjan Novak, Boris Jemc e Aco Jončeski, sendo este último sucedido por uma treinadora, este último a ex-jogadora Olga Šraj, permanecendo por dois anos e substituída por Aco Jončeski, e este substituído por Marko Matjan, que conquistou o quinto posto com as meninas na temporada 1990–91, e devido a muitas competições deixaram na temporada seguinte esta competição.
O início na recém-formada República da Eslovênia foi muito promissor, com a chegada de Bojan Oblak como treinador e a equipa foi reforçada pelo excelente bloqueador de meio de Liubliana, Matjaž Žagar. Já na primeira temporada (1991–92), o naipe masculino conquistou a quarta colocação na Superliga Eslovena, e na temporada posterior, época do ingresso de Urban Prevorčnik, treinados por Gregor Hribar, e paralelamente atuava como jogador da equipe, sendo o destaque do time Darko Dimec em alto nível. Nas temporadas seguintes, a equipe Kamnik já estava classificada no meio da tabela da liga. Na temporada 1993–94, o ucraniano Viktor Kaliberda, jogou pela primeira vez no clube, ocorrendo saídas de bons valores e a formação da base sendo promissora, mas, ocorreu uma crise no clube.
Em 1997, uma nova etapa positiva surgiu no clube, conquista do prefeito de Kamnik, Tone Smolnikar, assumindo oficialmente a presidência do clube e tendo como técnico Gregor Hribar, recebendo o reforços de Aleš Škorjanc, Franci Kramar e Jože Jankovič, e o time progressivamente galgava as divisões do campeonato nacional, e os frutos do trabalho foram percebidos na conquista do título de campeões da Copa Eslovena de 2000–01 e do tricampeonato nacional nas temporadas de 2000–01, 2001–02 e 2002–03.
O ano de 2002 marca a chegada do patrocinador principal, a empresa Calcit, que investiu muito clube, mesmo em face dos resultados não satisfatórios, sempre se classificando na metade da tabela; e o renascimento completo da equipe aconteceu com a chegada do técnico Luka Slabet na temporada 2011–12, com vice-campeonato com a equipe juvenil na Copa da Eslovênia e no campeonato nacional, e a equipe garantiu aparições em até quatro competições, pela primeira vez também na Interliga. No campeonato nacional, ficaram fora das finais dos playoffs apenas na temporada 2013–14, devido as constantes lesões, e nas temporadas 2014–15 e 2015–16 foram vice-campeões, e venceram a Copa da Eslovênia de 2015–16 liderados por Marko Brumen, repetindo o feito em 2016–17 em Kranj.
O naipe feminino também brilharam após o nascimento da República, após anos de hiato, foi reativado em 1992, por mérito de para Franc Kramar, que por mais quinze anos garantiu que o vôlei feminino no clube recuperasse a o lugar que lhe competia, sob seu comando técnico as juvenis tinha no elenco Matevž Stanovnik, Irena Podlesnik, Simona Turk e mais tarde também Franci Obolnar, com destaques de Urša Podlesnik e Katarina Potočnik, incialmente disputaram na 3ª liga estadual (oeste), mas na temporada 1996–97 alcançaram à 2ª liga estadual, onde regularmente se classificaram no meio da tabela. Na temporada 2001–02, classificou-se pela primeira vez para a 1ª liga nacional, onde se destacou na temporada 2006–07.
A time feminino brilhou em 2008, quando por iniciativa de Gregor Hribar, recebendo também o mesmo patrocinador do masculino, Calcit, desde então fortalecido o departamento, e com o técnico Franci Obolnar, terminou em terceiro na primeira temporada do campeonato nacional em 2008–09 e assim se classificou para as competições europeias. Na temporada seguinte, os membros foram campeões nacionais, e passa a ser primeiro clube a ter títulos nacionais nos dois naipes, e foi vice na temporada 2009–10. Em 2015, as mulheres foram obrigadas a mudar-se para Liubliana, para poder competir na competição europeia de clubes, a Liga dos Campeões da Europa, em que disputaram pela primeira vez em 2015–16, temporada que foram campeãs nacionais, foram  vice-campeãs nas temporadas 2016–17 e 2017–18 nestas temporadas foram vice-campeãs do campeonato nacional, cujo comandado técnico foi de Gašper Ribič.
O time feminino também tiveram uma série de sucessos na Liga da Europa Central, foram medalhistas pela primeira vez na temporada 2012–13, com o terceiro lugar, e na edição seguinte sagraram-se campeãs desta competição pela primeira vez na temporada 2015–16. Sucesso invejável na Europa na mesma temporada comandadas por Gašper Ribič, competiram como Calcit Ljubljana, na temporada seguinte a Challegen Cup em ambos oa naipes.

## Títulos

### Internacionais
Liga MEVZA
- Vice-campeão: 2017–18, 2022–23

### Nacionais
Campeonato Esloveno:
- Campeão: 2000–01, 2001–02, 2002–03
- Vice-campeão: 2003–04, 2011–12, 2012–13, 2014–15, 2015–16, 2016–17, 2017–18, 2018–19, 2019–20, 2021–22, 2022–23
- Terceiro lugar: 1999–00, 2013–14, 2020–21

 Copa da Eslovênia:
- Campeão: 2000–01, 2015–16, 2016–17, 2020–21
- Vice-campeão: 2002–03, 2003–04, 2011–12, 2013–14, 2017–18, 2018–19, 2022–23